# 가객 (드라마)
《가객》은 1985년 5월 5일에 MBC TV에서 방영되었던 베스트셀러극장이다.

## 출연
- 조인표
- 최불암
- 신국
- 나문희
- 남성우
- 이정훈
- 김지명
- 김혜옥
- 정남철
- 최한호
- 한창호
- 차재홍
- 김종엽
- 김지아
- 신복숙
- 이숙
- 강미
- 한영숙
- 오현섭
- 이원재
- 최재영
- 김금화